# Recuay (distrito)
O Distrito peruano de Recuay é um dos treze distritos que forman a Província de Recuay, situada em Ancash, pertenecente a Região de Ancash.

## Transporte
O distrito de Recuay é servido pela seguinte rodovia:
- PE-3N, que liga o distrito de La Oroya (Região de Junín) à Puerto Vado Grande (Fronteira Equador-Peru) no distrito de Ayabaca (Região de Piura)
- AN-109, que liga a cidade ao distrito de Huarmey[2][3][4]